# Historická kulturní krajina České republiky
Historickou kulturní krajinou, odrážející různou měrou stopy historického vývoje, je v širším slova smyslu převážná část území České republiky. Nositeli významných kulturních hodnot jsou znaky historické kulturní krajiny, které dokumentují činnost a tvůrčí schopnosti lidí v nejrůznějších oborech nebo se vztahují k dějinným událostem, významným osobnostem, mytologii, náboženství či tradici. Jako specifická forma kulturního dědictví je předmětem odborného památkového zájmu. Cílem zkoumání, ochrany a interpretace historických kulturních krajin je, tak jako u jiných památek, nejen poznávat své kořeny, ale rovněž zajišťovat jejich zachování.

## Důležité mezníky ve vývoji

### Neolitická revoluce
Na počátku viditelných změn, které zanechaly stopy lidské činnosti v krajině, stojí zrod neolitu jako nového způsobu obživy. Jde o natolik zásadní přelom, že byl v minulosti označen termínem neolitická revoluce, ačkoli v globálním měřítku šlo o proces trvající několik tisíciletí. Na území České republiky spadají počátky zemědělství do období okolo poloviny 6. tisíciletí př. n. l. Míra zapojení původního lovecko-sběračského obyvatelstva a podíl nově příchozích obyvatel z oblasti Malé Asie a Předního východu je předmětem desítky let trvající diskuse.

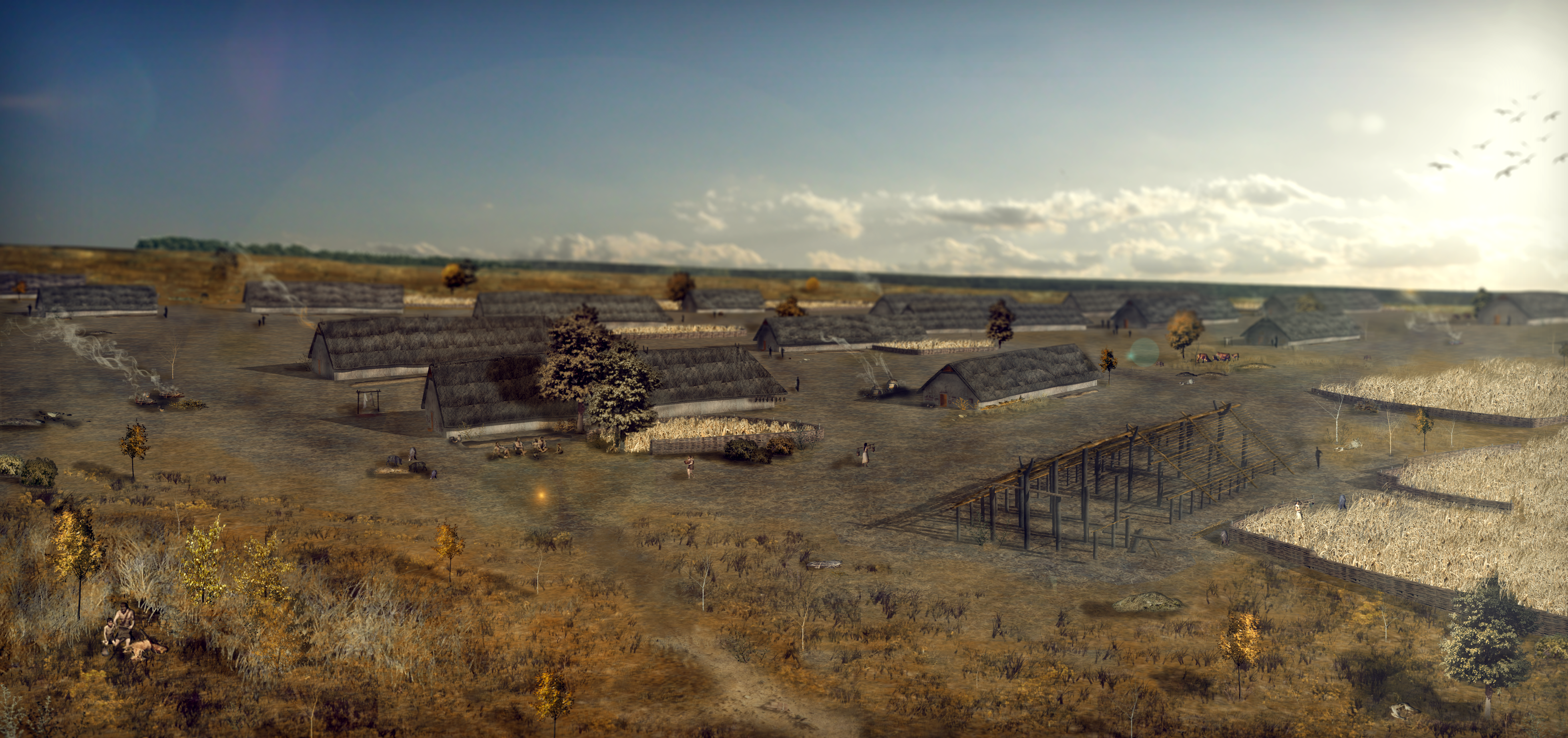
Ikonickým prvkem kultury prvních zemědělců evropského mírného pásu byly dlouhé domy. Vizualizace neolitické krajiny.

Lov a sběr potravy ve volné krajině byly doplněny pěstováním kulturních plodin, s čímž souviselo zakládání stabilních sídel, budování políček či zahrad a domestikace zvířat. Neolitické osady byly zakládány na okrajích říčních niv, zpravidla v nadmořské výšce do 400 m n. m. Nově vzniklá osada zahrnovala všechny potřebné prvky: jádro tvořily dlouhé domy, obklopené výrobními areály (pole, louky, pastviny, les a místa těžby) a místa určená k pochování zemřelých. 
Jednoduché zemědělské technologie pravděpodobně umožňovaly pěstování kulturních plodin spíše na menších výměrách polí či zahrad. Ačkoliv byly některé oblasti poměrně hustě osídleny, měla divoká příroda stále převahu. První zemědělci využívali dvoupolní systém hospodaření, který ještě nebyl založen na obvyklém obdělávání polí. Po vyklučení a vypálení lesa nechávali pařezy na místě, pro sázenou plodinu vytvořili motykou nebo rycí holí důlek. Nouze o půdu v době neolitu prakticky nebyla.

### Velká středověká kolonizace
Výrazné změny ve středověké krajině – odlesnění a celková proměna krajinného rázu – souvisely zejména s nárůstem populace a sídelní expanzí v důsledku tzv. velké kolonizace, intenzivním obhospodařováním krajiny a celkovou modernizací společnosti. Zakládání nových sídel měl na starosti lokátor, který rozměřil pozemky a nabídl je potenciálním kolonistům. Lidé pronikali do vyšších a odlehlejších poloh, přednostně podél dálkových komunikací. Kultivovaná krajina té doby dosahovala nadmořské výšky nejméně 500 m n. m., byť vysoko položené horské svahy prozatím zůstaly zemědělsky nevyužity. Obchod a řemesla se začaly soustřeďovat do měst (královských a poddanských). Od počátku a zejména poloviny 13. století do konce 14. století se vytvořila na území České republiky hustá síť sídel, jejíž podoba je převážně zachována. 

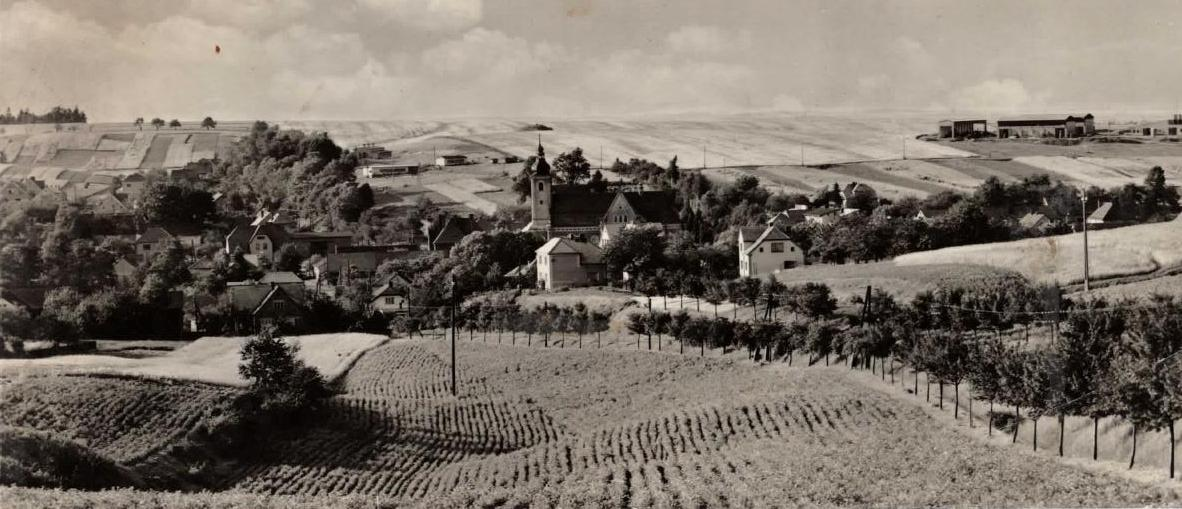
Příklad dochovaných plužin v obci Píšť na Opavsku, 70. léta 20. století.

Vhodné místo pro založení nové osady bylo takové, které mělo dostatek vody, úrodné půdy a prostor pro plužinu. První plužiny vznikaly již v době neolitu, ale v době vrcholného středověku došlo k jejich pevnému rozměření a na příštích 700 let se staly základní jednotkou, která platila prakticky až do kolektivizace v 2. polovině 20. století.
Dvoupolní hospodaření vystřídal trojpolní systém, který předpokládal spolupráci celé vesnice při jednotném plánu osevu. Ve volné krajině nastalo trvalé vymezování pastvin a luk. Krajina se stala předmětem soukromého vlastnění, dědičnosti půdy a plánování v dlouhém časovém horizontu.
Od 13. století začaly v české krajině vznikat první rybníky. Jejich budování vyvrcholilo v 16. století.

### Estetické a duchovní pojetí barokní krajiny
Česká barokní krajina se formovala v období od 1. čtvrtiny 17. století do 2. poloviny 18. století a je považována za specifický projev kultivace krajiny ve střední Evropě. Nové chápání krajiny značně souviselo s důsledky třicetileté války. Došlo k výraznému úbytku populace a v některých případech i zániku sídel. Ač byla krajina spojována s různými náboženstvími odedávna, v době baroka tyto tendence významně zesílily. Krajina se stala místem setkání člověka s Bohem, například při příležitostech poutí.

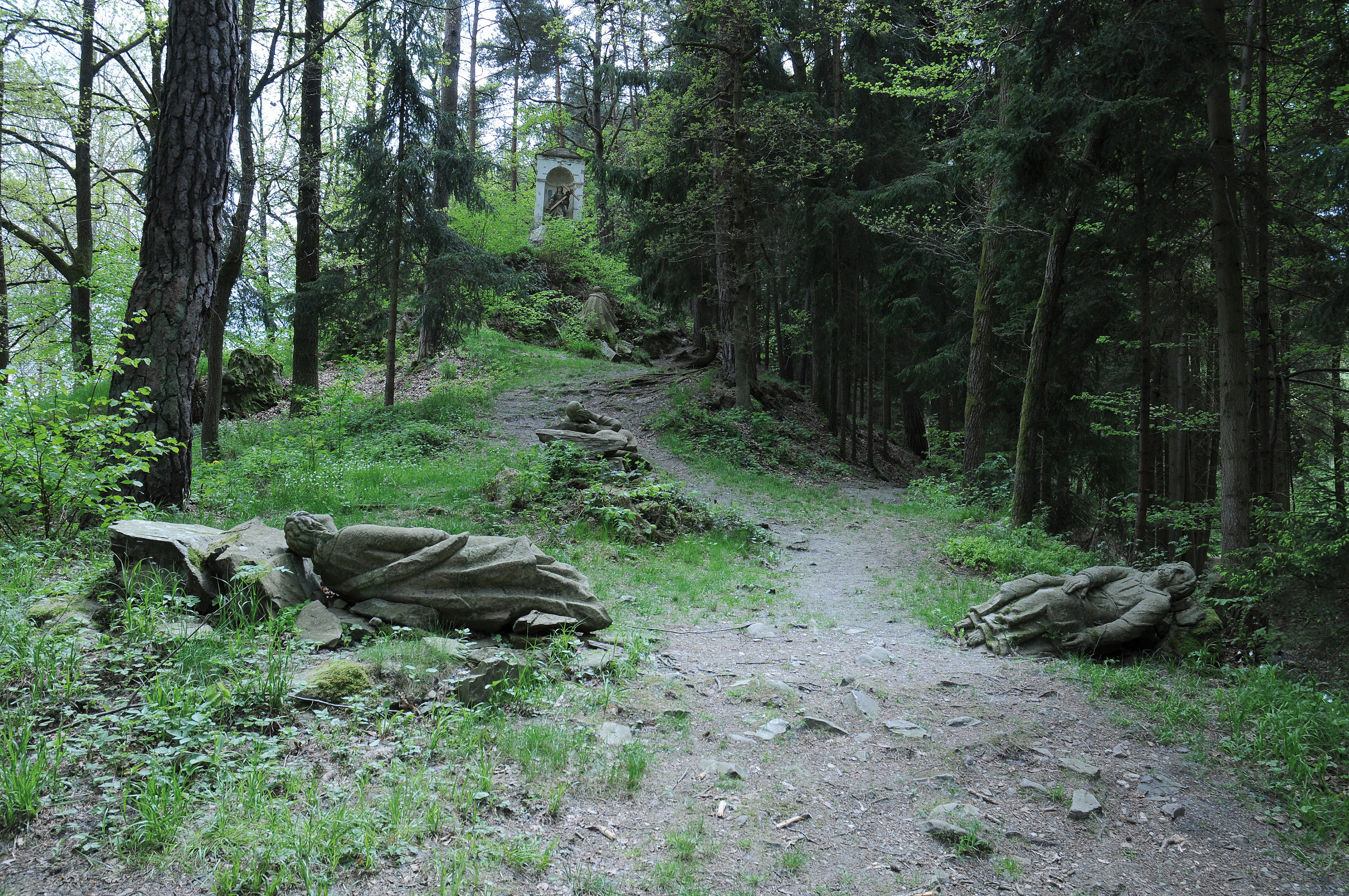
VI. zastavení barokní pašijové cesty u Římova - Olivetská hora, 2015.

Jednalo se o organizovanou, ekonomicky účelnou a estetickou krajinu. Proces scelování kdysi roztroušených pozemků, ke kterému došlo v důsledku Pobělohorských konfiskací, umožnil novým šlechtickým majitelům uvažovat o rozsáhlém pozemkovém fondu v širších souvislostech.
Mezi typické znaky barokní krajiny patří například hustá síť pěšin a cest, lemovaných stromovými alejemi, poutní kostely na návrších, velké krajinné kompozice či dlouhé průhledy, uplatňované při úpravě okolí panských sídel či v loveckých oborách. V krajině hrály významnou roli různé typy drobných sakrálních památek.
Zároveň již od 17. století docházelo k rozsáhlé kolonizaci vyšších horských oblastí, které byly využívány především k pastevectví. V některých horských oblastech začaly hojně vznikat sklárny a další manufaktury. Kolonizovaná podhůří se později stala běžnou zemědělskou krajinou.

### Industrializace krajiny
Zhruba od poloviny 19. století se přístup člověka ke krajině, který s ní do té doby z velké části spolupracoval, značně proměnil. Tento zásadní obrat souvisel s pokrokem v různých oborech a oblastech a s industrializací jednotlivých území.

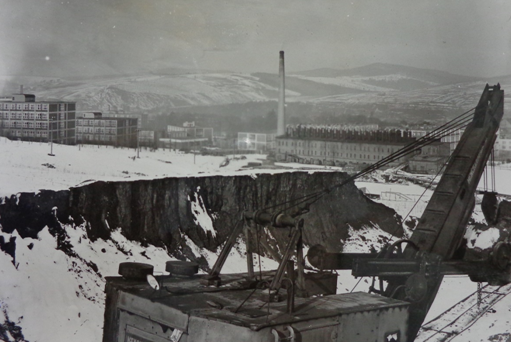
Výstavba Zlína a průmyslové aglomerace. Na záběru zaniklá Baťova cihelna, 20. léta 20. století.

Mezi charakteristické projevy této změny patří například rozsáhlá výstavba liniových staveb (železnic, silnic, kanálů), progresivní těžba nerostných surovin, meliorační činnost, regulace řek, výstavba hrází, budování nových vodohospodářských staveb aj. Průmyslový rozmach zasáhl do rázu krajiny natolik, že v ní zanechal trvalé, nevratné stopy.
Obyvatelstvo se začalo koncentrovat do měst, příměstské obce se postupně měnily v průmyslová nebo úřednická předměstí. Měnil se i vnitřní prostor měst, jejich nejbližší okolí a posléze celá sídelní struktura. Nové železnice umožnily rychlejší a hromadnější přepravu na velké vzdálenosti, propojily mezinárodní trh, ovlivnily rozvoj a růst měst a zpřístupnily méně rozvinuté regiony.
Svou přirozenost postupně ztrácely až na malé výjimky i lesy (zejména bučiny a doubravy byly nahrazovány smrčinami). Novým fenoménem ve volné krajině se staly dráty elektrického vedení.

### Proměny krajiny v 2. polovině 20. století
Zvraty v poválečné krajině byly více než kdy předtím úzce spjaty s politickým děním, vědeckotechnickým pokrokem a s nejnovějšími hospodářskými trendy a procesy. Jednou z nejzásadnějších událostí pro další vývoj společnosti i nový obraz krajiny byl odsun českých Němců z pohraničí. V důsledku toho bylo přerušeno kontinuální osídlení, rozvíjející se od velké středověké kolonizace. Některé opuštěné vesnice nebo jejich části zpustly (i přes pozdější snahy znovuosídlení) úplně.  

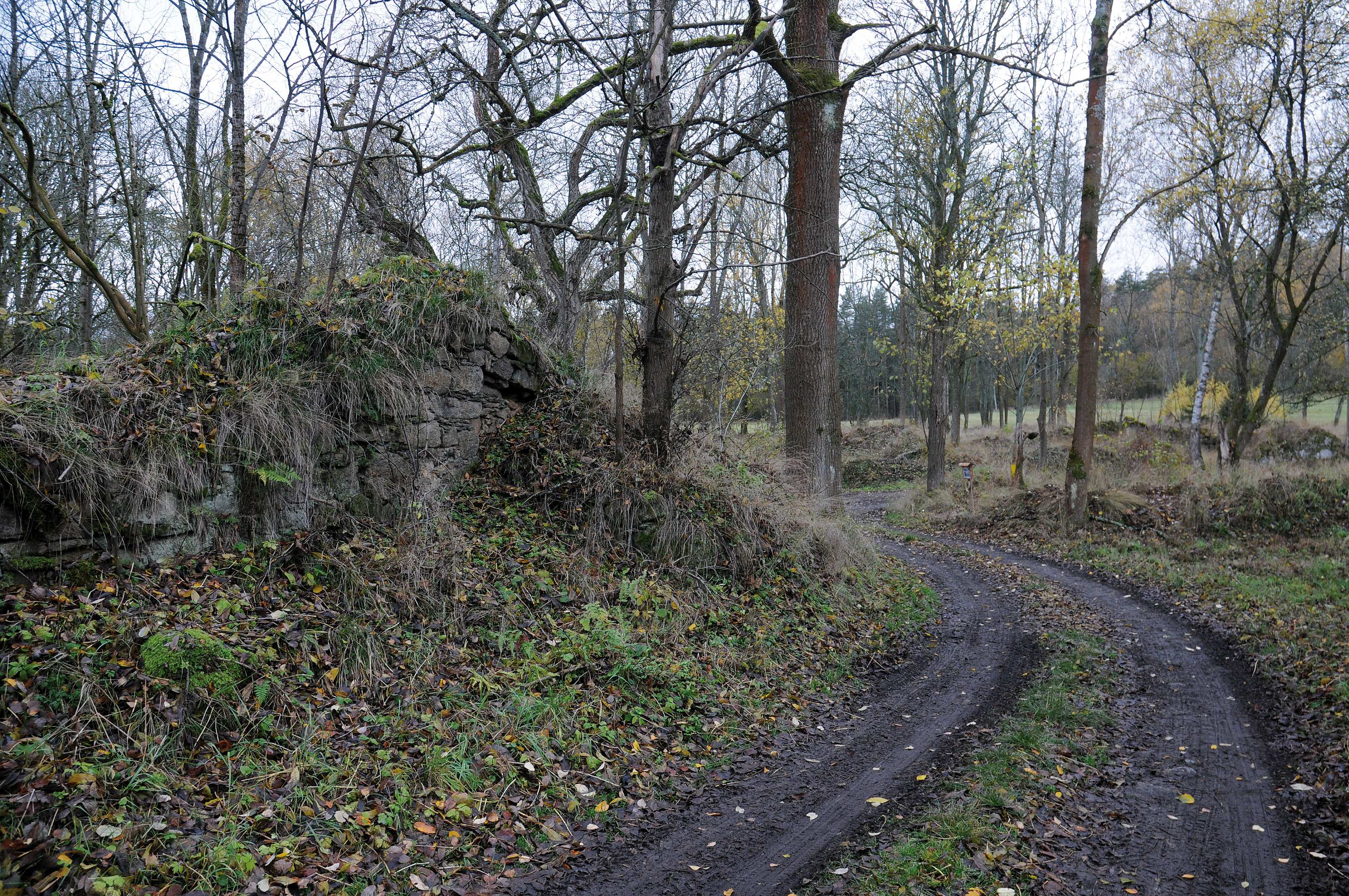
Substrukce zaniklých staveb v Horní Vísce u Lestkova (okres Tachov), 2019.

Pomezní lokality na jihu a západě se staly součástí železné opony, podél rakouské a německé hranice byla zřízena zakázaná pásma. Sídelní struktura v těchto oblastech zanikla. Podobný osud zažily rozsáhlé vojenské výcvikové prostory, v nichž došlo k likvidaci sídel a přerušení kontinuity jakéhokoliv hospodaření. Obce a s nimi řada historických památek zanikaly i z jiných důvodů, například v důsledku povrchové těžby hnědého uhlí nebo výstavby vodních nádrží.
Dalším zásadním mezníkem byla kolektivizace zemědělství a socializace vesnice. Přechod na dodnes převažující zemědělskou velkovýrobu zásadně ovlivnil formu zemědělského hospodaření, vzhled a stav krajiny i vývoj venkova ve všech ohledech (z hlediska ekonomického, sociálního, kulturního i ekologického).

## Ochrana historické kulturní krajiny v České republice
Ochranou, péčí, plánováním a udržitelným využíváním krajiny se zabývá Evropská úmluva o krajině, podle které je každá krajina cenná, hodnotná a nenahraditelná. Ustanovení Evropské úmluvy o krajině se promítá do stavebního zákona. Zvláště cenné části kulturní krajiny mohou být přímou součástí kulturních a národních kulturních památek. Týká se to zejména areálů hradů a zámků nebo archeologických lokalit. Jinak památková ochrana platí jen tam, kde je prohlášeno chráněné území, například formou památkové zóny nebo ochranného pásma, případně v rámci chráněných krajinných oblastí. Zákon č. 20/1987 Sb., o státní památkové péči, chrání vybrané krajinné celky s významnou kulturní hodnotou v podobě krajinných památkových zón. Klíčovou roli při ochraně historické kulturní krajiny mají interpretace a výchovně-vzdělávací činnost.